# Laura Restrepo
Laura Restrepo Casabianca (Bogotá, 1 de enero de 1950) es una escritora y periodista colombiana, especialmente conocida por su novela Delirio, ganadora del Premio Alfaguara (2004) y del Grinzane Cavour (2006). Su estilo desdibuja los límites entre identidades tradicionales, categorías y conceptos; en sus obras incorpora una mezcla periodística y de experiencias propias, con relatos de alta intensidad que habitualmente se desarrollan en su Colombia natal. Además de novelas, ha escrito ensayos y un libro infantil. Sus obras han sido traducidas a diversos idiomas. 
Ha ejercido también como periodista y ha participado activamente en política. Desempeñó un importante papel en el proceso de negociación con la guerrilla durante los años 1980, lo que le supuso un exilio forzoso, del que pudo regresar solo después de que el Movimiento 19 de Abril (M-19) fuera legalizado. Intelectual de izquierdas, defendió las posibilidades de la revolución bolivariana de Hugo Chávez[cita requerida], ha condenado los odios nacionalistas orquestados muchas veces en Bogotá y otras en Caracas y creyó en el proyecto de socialismo del siglo XXI.[cita requerida] Vivió en Cataluña con su pareja hasta la muerte de éste en 2023

## Biografía
Su primer cuento lo escribió cuando tenía nueve años, y trataba de "una tragedia sobre los campesinos pobres", pero tardó 25 años más antes de tomar en serio la que sería su principal profesión. Escribe -dice- para sentir más cerca a su padre fallecido y también para estar más cerca de otros familiares asesinados durante el periodo más violento de Colombia. Sobre su niñez, Restrepo recuerda: "Tuve una infancia muy feliz, en un núcleo familiar: mi padre, mi madre y mi hermana. Llena de viajes, muy nómada, siempre estábamos viajando por todas partes. Mi padre no creía en la educación convencional, entonces mi madre nos metía en colegios y mi padre nos sacaba. Él estaba siempre preocupado por que leyéramos.

### Escuela y juventud
Su padre, que debió abandonar sus estudios a los 13 años para trabajar, no pensaba que las escuelas en general fueran buenas; esta opinión se reforzaba por el hecho de que el suyo, autodidacta, fue escritor y dominó 6 idiomas a pesar de nunca haber ido a un colegio. Laura prácticamente no asistió regularmente a escuelas porque su padre, empresario, viajaba mucho y llevaba a la familia a todas partes del mundo a las que él iba. Este estilo de vida hizo que Laura nunca pudiera completar un año de estudios en el mismo colegio. Fue así como asistió a escuelas en California —donde en Corte Madera estableció el récord de ir a clases solo por un día, porque al día siguiente la familia debía viajar— y Dinamarca —allí fue a los 10 años a una escuela de cerámicas—; en Madrid, el colegio al que postuló la rechazó porque reprobó la prueba de admisión en gramática, matemáticas, costura y bordado, que eran considerados requisitos básicos bajo la dictadura de Francisco Franco. A pesar de su opinión negativa sobre las escuelas tradicionales, el padre de Laura tenía un pasión por la educación, que se traducía en llevar a su familia a museos, ruinas, teatros. A su regreso a Colombia, Laura validó ante el Ministerio de Educación el bachillerato con el fin de poder ingresar en la universidad.

### Universidad
Diplomada en Filosofía y Letras por la Universidad de Los Andes, realizó posteriormente un posgrado en Ciencias Políticas; fue maestra de Escuela Santa Helena y, más tarde, profesora de Literatura en la Universidad Nacional y del Rosario, pero luego se enfocó en la revolución en Colombia.

### Política y periodismo
Su participación en política ha tenido lugar en Colombia, en España en el Partido de Trabajadores Socialistas y en Argentina, donde trabajó con la resistencia contra el gobierno militar. La muerte de su padre tuvo gran influencia en la vida de Restrepo. Su padre era muy controlador y no le gustaba que ella tuviera curiosidad por lo que sucedía en el mundo, por esta razón, decidió tomar su propio camino, aseguró "despedirse de su padre y nunca volver a verlo". Después de su muerte, empezó a involucrarse en política, con especial interés en el socialismo. Fue muy activa en la política y también hizo parte de la generación del activismo en los años 60. Sus influencias eran la Revolución Cubana, Camilo Torres Restrepo (un sacerdote revolucionario colombiano), y los condiscípulos de universidad. Ella sintió el dolor de ver la pobreza, la injusticia, desigualdad, y los abusos de poder que afectaban  a las personas más vulnerables. Empezó a trabajar en periodismo cuando volvió a Colombia después de trabajar en Madrid por tres años en el Partido Socialista Obrero Español (PSOE) y después de una era de activismo contra la dictadura militar en Argentina. En su escritura se puede ver la influencia de sus años de activismo político. También ha viajado a lugares considerados como peligrosos por temas sociales o políticos. Visitó Granada durante los eventos allí ocurridos, y también fue a la frontera entre Nicaragua y Honduras por un mes para escribir sobre la guerra entre las Sandinistas y las Contras.
Durante sus años como periodista, trabajó para la revista Semana (Colombia), y estaba encargada de escribir sobre política nacional e internacional. En este trabajo es donde conoció a Gabriel García Márquez, quien estaba asociado con dicha revista en ese momento. El sirvió como un mentor para Laura Restrepo, ofreciéndole sugerencias en como escribir mejor. En 1983, durante el gobierno de Belisario Betancur, formó parte de la Comisión de Paz, Diálogo y Verificación que debía negociar con el movimiento rebelde M-19. En el curso de este proceso, se vio en situaciones muy delicadas que finalmente, a instancias del M-19, la obligaron a emigrar. En una entrevista dijo, "Yo estuve muy cerca de los militantes y dirigentes del M-19 que fueron asesinando durante aquel proceso de paz. Esta experiencia quedó reflejada tres años después en su primer libro, Historia de un entusiasmo. Era una de las primeras ocasiones en que acuerdos sociales y políticos fueron usados para llegar a un acuerdo mutuo con las guerrillas. Restrepo estuvo en el centro de los movimientos sociales y es entonces cuando dejó de dedicarse al periodismo porque quiso enfocar sus esfuerzos en negociaciones de paz. Debido a su activismo político recibió amenazas contra su vida y se exilió durante seis años. Vivió en exilio en México —donde colaboró como columnista en el diario La Jornada y en la revista Proceso, siempre trabajando para lograr la paz con el M-19, haciendo viajes a España, Centroamérica, Francia para intentar que se volviera a abrir un proceso de negociación. Dio por concluida su labor en 1989 cuando dicho movimiento decidió deponer las armas y se convirtió en un partido de oposición legal. Laura Restrepo vivió en Argentina por varios años durante la dictadura.
Comenzó a militar en el trotskismo cuando estaba en la Universidad Nacional, «un sitio muy politizado, era la época de la revolución cubana, Mayo del 68, el movimiento campesino en Colombia, era casi ineludible y el boom latinoamericano, muy ligado a todos estos procesos de renovación social. Según cuenta, "Ahí entré al trotskysmo. Al principio no tenía mucha idea, me metí porque uno de los dirigentes estaba leyendo En busca del tiempo perdido y me pareció que ese era mi sitio. No fue un mal criterio para elegir....», recordará más tarde, con humor, aquella época. Dispuestos a hacer la revolución mundial, sus correligionarios trotskistas la enviaron, recién fallecido Francisco Franco, a España y allí llegó a ser secretaria general de una de las Casas del Pueblo en el barrio obrero Ciudad Lineal.
Durante el tiempo en qué vivió en Argentina militó durante algunos años en el Partido Socialista de los Trabajadores, apoyó la lucha por los derechos humanos y colaboró con las Madres de Plaza de Mayo y los familiares de los desaparecidos por la dictadura. Tres años los pasó en Buenos Aires y uno en Córdoba, donde nació Pedro Saboulard, su hijo de padre argentino.

### Carrera literaria
Su primer cuento, "una tragedia sobre los campesinos pobres", garabateado en un cuaderno, lo escribió a los nueve años; la familia asegura que su padre siempre supo que un día su hija sería novelista. Fue la muerte de este que la inspiró a dedicarse seriamente a la labor de escritora que realiza, según ha explicado, en buena medida por amor al padre y por su memoria.
Los autores que la influyeron o inspiraron más, confiesa Restrepo, eran los que le gustaban a su padre: los estadounidense William Saroyan y John Steinbeck y el griego Nikos Kazantzakis. En Colombia comenzó a trabajar como periodista para la revista Semana en "la seccíon nacional, y ocasionalmente, política internacional". Fue enviada a Nicaragua y Honduras para reportar la guerra entre los sandinistas y los contras; gracias a su trabajo en la revista, Restrepo conoció a Gabriel García Márquez, quien la influyó mucho; él la ayudaba leyendo lo que ya había escrito y dándole consejos.

### Vida sentimental
Laura Restrepo a lo largo de su vida ha estado vinculada a personalidades de la política y movimientos sociales, su primer esposo a los 19 años fue Juan Francisco Sámper Pizano, perteneciente a la Familia Samper, parte de la aristocracia tradicional colombiana y hermano de Ernesto Sámper quién fuera años más adelante Presidente de la república. 
Su matrimonio terminaría y Restrepo se trasladaría a vivir a Argentina con Rubén Saboulard, un militante de izquierda y luego dirigente de Asambleas del Pueblo, con quién tendría a su hijo Pedro en 1980.
Posteriormente volvería a Colombia, donde tendría una relación sentimental con Antonio Navarro Wolff, dirigente de la organización guerrillera M-19 mientras ambos hacían parte de la comisión que tenía a cargo los Acuerdos de Corinto, Hobo y Medellín, tras el rompimiento de los acuerdos en 1985 debido a un atentado a Navarro Wolff, juntos se trasladan a México donde vivirían 4 años junto con Pedro, hijo de Restrepo tiempo durante el cual escribió su novela La isla de la pasión. Navarro Wolff posteriormente sería Gobernador del departamento de Nariño, Alcalde de Pasto, representante a la cámara y Senador de la República.
Poco tiempo después volvería a casarse, esta vez con Ivan Marulanda Gómez, quien se desempeñaba como Senador de la República y posteriormente sería nombrado embajador ante la FAO en Roma, designación a la cuál le acompañó Restrepo en dicha ciudad entre 1992 y 1994.
Terminada su relación con Marulanda, se casa nuevamente en esta ocasión con Carlos Payan, periodista y político mexicano con quién vivió durante 20 años  hasta la muerte de éste en 2023.

## Estilo
El estilo de Laura Restrepo es influido por su involucramiento en periodismo, escritura, activismo político, y también su trabajo sobre humanitarismo en Latinoamérica. Restrepo quiere llegar a una audiencia muy amplia y diversa. En esto difiere de autores previos a Restrepo que usan formas de escribir que, a menudo, alienan a sus lectores, pero Restrepo busca una manera de escribir que no tiene este efecto. También, en su escritura a Laura Restrepo le gusta usar el espacio liminal, hablando de las fronteras territoriales entre países o en una isla en el océano. En muchas de sus novelas trata el tema de la explotación como una forma de violencia social. La representación de violencia es en varias ocasiones muy gráfica y continua. Según Restrepo, acerca de su estilo de escribir dice: "me dediqué de lleno durante 20 años a la política y al periodismo, y en mis novelas he seguido dándole cuerda a esos dos grandes entusiasmos". Además, lo que es interesante del estilo de Restrepo y su mezcla de la ficción es su "interés por investigar la actualidad y en la preocupación por presentar un referente histórico comprobable". Según Restrepo, el periodismo es una forma de investigación que "te limita a ciertos niveles superficiales" y para ella hay una "cierta necesidad de ir más allá de lo evidente". Entonces, Restrepo mezcla la ficción como una forma de " la posibilidad de ampliar y complementar lo que la propia investigación no te da" y porque todo en un país, según Restrepo, es escondido, la ficción da esa "necesidad de sumergirse también en esos niveles de secreto", por tanto, la ficción "hace lícito que tú complementes de manera ficticia un cuadro que sientes que es real, o que apunta a esas realidades un poco más profundas".

## Obras

### Novelas
- La isla de la pasión (Planeta Colombiana Editorial, Bogotá, Noviembre de 1989)
- Leopardo al sol (1993)
- Dulce compañía (1995)
- La novia oscura (Grupo Editorial Norma, Colombia, 1999)
- La multitud errante (2001)
- Olor a rosas invisibles (Editorial Sudamericana, Argentina, 2002)
- Delirio (2004)
- Demasiados héroes (2009)
- Hot sur (Editorial Planeta, Barcelona, Octubre de 2012)
- Los Divinos (2018)
- Canción de antiguos amantes (2022)

### Cuentos
- Pecado (2016)

### Reportaje
- Historia de una traición (1986). Editado en España como Colombia: historia de una traición y reeditado como Historia de un entusiasmo (1995)

### Otros
- Operación Príncipe (1988), testimonio coescrito con Roberto Bardini y Miguel Bonasso.
- Las vacas comen espaguetis (1989), poesía para niños.

## Argumentos de sus novelas

### La isla de la pasión
La Isla de la Pasión (1989) es notable porque no tiene lugar en su natal Colombia, sino en una isla desierta cerca de México. Enfoca su historia y cultura en México porque ella residía allí en ese momento particular, donde al principio ella no estaba muy feliz de vivir , pero se dio cuenta de que era un país maravilloso y entonces decidió escribir un nuevo libro.  La obra cuenta la historia de unos soldados mexicanos y sus familias que se encuentran en una isla y están tratando de sobrevivir. Los personajes principales de su novela son figuras femeninas que son héroes y descritas como mujeres "inteligentes e ingeniosas." La Isla de Pasión es una novela sobre el exilio, un cuento amoroso y el destaque del poder como un narrador. También es notable por sus rasgos “históricos nuevas” como su cohibida preocupación con el relato entre historia y ficción.  Ella usa una bibliografía en algunas de sus novelas para enfatizar y verificar sus hechos en sus novelas. Esta obra tuvo mucho éxito y reconocimiento en los países hispanos con su lanzamiento y publicación pero no tuvo impacto en el extranjero hasta que fue traducida al inglés.

### Leopardo al sol
Leopardo al sol (1993) fue producido por Laura Restrepo después de once años de investigación. Su libro se basa en lo que ocurría durante esta época en su país, problemas de drogas, y mucha investigación "de eventos reales", ella creó esta obra de arte. Su obra es un resultado de una creación que "es una brutal novela que utiliza un lenguaje muy crudo". Las figuras femeninas juegan un papel importante y sirven como "protectoras de sus maridos e hijos" en su novela. "El argumento de la novela es la violencia física y psicológica" con la esperanza de luchar contra el narcotráficos en Colombia. A pesar de que esta novela sea basada en la guerra de drogas, algo importante de notar es que en ella Restrepo nunca usa la palabra "droga" porque ella dice que "estaba convencida de que todos los lectores leen entre las líneas".

### Dulce compañía
Dulce compañía, cuya acción se desarrolla nuevamente en Colombia, apareció en 1995 y presenta el choque de dos mundos, el pragmático capitalino de la protagonista con el de un barrio pobre lleno de supersticiones. Esta novela se enfoca en las mujeres marginadas que no tienen derecho de "defenderse" y explora los temas de la explotación, "el abuso que reciben las mujeres pobres mediante los líderes de las instituciones religiosas" y los conflictos de clases. A la protagonista de esta novela le dicen "la Mona". Cuenta su viaje a los barrios de Bogotá para investigar "la aparición de un ángel" y su violación por un sacerdote que vende y hacer desaparecer a su niño después de su nacimiento. La novela, que tuvo buena crítica, ha sido reconocida con dos premios.

### La novia oscura
La novia oscura (1999) es producto de una minuciosa investigación periodística que Restrepo realizó en un barrio de prostitutas de un recóndito lugar de la selva colombiana. El libro es un secuencia de eventos que se enfocan en un capítulo de la vida de Sayonara, una prostituta que trabajaba en Colombia durante la década de 1940.

### Delirio
La novela que consagró definitivamente a Restrepo es Delirio, calificada por el nobel José Saramago, presidente del jurado del Premio Alfaguara 2004, como una gran obra de amor, “novedosa, un soplo de aire fresco”, sorprendente “por la calidad del lenguaje y de las estructuras narrativas, que se cruzan de forma armoniosa hasta el clímax final.” Para esta historia de amor y locura ambientada en la Colombia de los años 1990 —el declive de una sociedad inmersa en el narcotráfico y el lavado de dinero—, la autora utiliza recursos del realismo mágico y de la llamada novela sicaresca.[cita requerida] En esta novela, Laura Restrepo hace algo diferente porque en vez de usar una periodista femenina como en sus obras anteriores, ella procede a un protagonista masculino que "no es un periodista sino un profesor de literatura". En esta novela la persona que narra "no sabe y pregunta para intentar saber, es el agente para reconstruir". La novela inicia con un hombre llamado Aguilar. Agustina Londoño es la protagonista de la novela y es una mujer que viene de una familia de alta clase y con padres de alta sociedad. Ella está casada con Aguilar que es un profesor universitario que al principio de la novela llega de un viaje al encontrar su esposa en un estado muy mal. El encuentra a sus esposa Agustina, que parece de no estar bien mentalmente. Ha perdido completamente la razón pero no sabe los factores que han causado esta demencia. Aguilar ama a sus esposa mucho, completamente inconsciente de que causó la demencia o “delirio” en ella, Aguilar se pone a investigar lo que ha producido esta locura que tiene su mujer. El investiga cosas que podían atribuido a esto y investiga a la familia de su esposa. Al averiguar su familia él se da cuenta de todos los secretos de familia que han tenido por muchas generaciones y de su pasado. Los secretos de su infancia y sus familiares como, su aborto, el maltrato de su hermano por tener tendencias homosexuales, los negocios de sus padres con Pablo Escobar -un personaje también en la novela, los factores hereditarios- los problemas mentales que sufrió algunos de sus familiares, y el suicidio.

### Demasiados héroes
Cinco años más tarde publica Demasiados héroes, la historia —autobiográfica de Lorenza y su hijo Mateo, que llegan a Buenos Aires en busca de Ramón, con el que había tenido una relación amorosa —cuyo fruto es Mateo— durante la "guerra sucia" argentina, cuando los dos eran apasionados militantes que se oponían a la dictadura de Videla. "La novela que acaba de publicar, Demasiados héroes (Editorial Alfaguara), se parece muchísimo a la realidad y, en concreto, a la realidad que ella vivió, incluyendo el episodio oscuro. Se acerca con calidez a las dificultades que tuvieron y tienen los padres que militaron para contarles la historia a sus hijos, explicarles algo de aquella pareja que tuvieron algún día y ya no tienen y que es un padre o una madre ausente". Con este relato Laura quiere "sacarle a la historia las dos retóricas. Por un lado, la retórica literaria y, por el otro lado, la retórica política".

### Hot sur
Hot sur (2012) habla de la vida de tres mujeres latinoamericanas y sus transiciones de vida al llegar a Los Estados Unidos. La protagonista es una mujer colombiana, llamada María Paz, que ha emigrado a los Estados Unidos. Está casada con un policía que también viene de una familia de inmigrantes. Ocurre algo inesperado y su esposo es asesinado y ella se echa la culpa, como resultado es injustamente encarcelada. Su esposo parece tener afiliación con una banda de distribución de armas. Mientras que está en la cárcel, consigue un abogado que la ayuda y la liberan de su encarcelamiento pero nos enteramos después que tiene que atender su juicio, falla de hacerlo y huye. Además, parece que María ha tenido un romance con el hermano de su esposo y al final, no es un final feliz  para ella como pretenden, inesperadamente, se dan cuenta de que además de ser su hermano, es también su asesino. Este libro incorpora muchos elementos como el homicidio, los problemas entre familiares, una mujer latinoamericana marginalizada que enfrenta problemas en los Estados Unidos, y por último mezcla el amor.

## Premios
- Premio Sor Juana Inés de la Cruz 1997 (Feria Internacional del Libro de Guadalajara) por Dulce compañía
- Prix France Culture 1998 a la mejor novela extranjera publicada en Francia por Dulce compañía
- Premio Arzobispo Juan de Sanclemente 2002 (alumnos de bachillerato de Santiago de Compostela a la mejor novela en lengua española) por Dulce compañía
- Premio Alfaguara de Novela 2004  por Delirio
- Premio Grinzane Cavour 2006
- Premio Nacional de Literatura de Colombia